# The Good, the Bad & the Queen
|  | Aquest article tracta sobre el grup The Good, the Bad & the Queen. Si cerqueu el seu l'àlbum homònim, vegeu «The Good, the Bad & the Queen (àlbum)». |

The Good, the Bad & the Queen fou una supergrup britànica d'art rock formada per Damon Albarn, cantant de les bandes Blur i Gorillaz; Paul Simonon, baixista de The Clash; Simon Tong, guitarrista de The Verve; i Tony Allen, bateria de Fela Kuti. Van publicar el primer àlbum d'estudi homònim l'any 2007, tot i que en aquell moment no tenien oficialment cap nom com a banda. Es va desfer oficialment l'any 2019, i es va confirmar amb la mort d'Allen l'any 2020.

## Història

### Formació
Damon Albarn va fundar aquest projecte en solitari per treballar amb la producció de Danger Mouse l'any 2005. Tanmateix, el juliol de 2006 va esdevenir en una banda amb la inclusió de Paul Simonon, Simong Tong i Tony Allen. Albarn i Simonon es van conèixer l'any 1997 en el casament de Joe Strummer, cantant de la banda The Clash, de la qual Simonon n'és el baixista. Tong i Albarn van treballar junts en la gira Think Tank Tour de Blur l'any 2002, on Tong va cobrir la baixa de Graham Coxon. Allen va contactar amb Albarn després d'escoltar el senzill «Music Is My Radar» de Blur, en el qual es fa referència a Allen.
Van realitzar la seva primera actuació el 20 d'octubre de 2006 en un pub de Devon i van publicar el primer senzill, «Herculean», el 30 d'octubre del mateix any. A principis de 2007 van publicar el seu àlbum de debut amb el mateix nom de la banda. En les entrevistes realitzades per promocionar el treball, Albarn va explicar que el nom The Good, the Bad & the Queen era només el títol de l'àlbum i que la banda realment no tenia nom perquè el projecte no tenia més vida i finalitzava de forma definitiva. No obstant, la banda va aparèixer en comptagotes en determinats concerts. Tong i Simonon van col·laborar tant en la composició i la gira de l'àlbum Plastic Beach (2010) de Gorillaz, un altre projecte en paral·lel d'Albarn. Allen i Tong van aparéixer en la banda sonora de l'òpera Dr Dee (2012) realitzada per Albarn. Allen i Albarn també van col·laborar en l'àlbum Rocket Juice & the Moon (2012).

### Dissolució
A l'octubre de 2014, Albarn va anunciar que la banda havia compost un nou àlbum i que estaven pendents d'enregistrar-lo. Els mesos es van anar succeint perquè no aconseguien acabar el procés de gravació per diversos motius, malgrat que era optimista perquè la banda tenia intenció de finalitzar el treball. L'anunci de la nova publicació es va anunciar a l'octubre de 2018 amb el títol de Merrie Land i la producció de Tony Visconti. La publicació es va produir el novembre de 2018 i el van estrenar en directe a Tynemouth aquell mateix mes dins una curta gira de només vuit concerts pel Regne Unit. Durant la primavera i estiu de 2019 van realitzar diversos concerts per Europa finalitzant al Lowland Festival. Després d'aquest concert, Albarn va anunciar la dissolució definitiva de la banda, i de fet, a l'abril de 2020, Tony Allen va perdre la vida.

## Discografia
Àlbums d'estudi
- The Good, the Bad & the Queen (2007)
- Merrie Land (2018)

Senzills
- «Herculean» (2006)
- «Kingdom of Doom» (2007)
- «Green Fields» (2007)
- «Merrie Land» (2018)
- «Gun to the Head» (2018)